# Alexei Wladimirowitsch Petrow
Alexei Wladimirowitsch Petrow (russisch Алексей Владимирович Петров; * 1. Februar 1983 in Uchta, Russische SFSR) ist ein russischer Eishockeyspieler, der zuletzt bis Juni 2020 beim HK Sotschi aus der Kontinentalen Hockey-Liga unter Vertrag gestanden und dort auf der Position des Verteidigers gespielt hat.

## Karriere
Alexei Petrow begann seine Karriere als Eishockeyspieler beim HK Lipezk, für den er in der Saison 2001/02 sein Debüt in der Wysschaja Liga, der zweiten russischen Spielklasse, gab. Anschließend spielte der Verteidiger ein Jahr lang für Neftechimik Nischnekamsk in der Superliga. Von 2003 bis 2006 stand er bei den Zweitligisten Neftjanik Leninogorsk, Disel Pensa und Krylja Sowetow Moskau unter Vertrag. Mit Krylja Sowetow stieg er in der Saison 2005/06 in die Superliga auf, bei dem er auch die Saison 2006/07 begann, ehe er kurz vor Saisonende zu seinem Ex-Klub Neftechimik Nischnekamsk wechselte.
Im Sommer 2008 wurde Petrow von Chimik Woskressensk aus der neu gegründeten Kontinentalen Hockey-Liga verpflichtet. Den Verein verließ er kurz vor Ende der Saison 2008/09 und stand danach beim SKA Sankt Petersburg unter Vertrag. Am 8. August 2012 tauschte ihn der SKA gegen den 18-jährigen Verteidiger Alexei Schestopalow von Atlant Mytischtschi und war bei Atlant in der Saison 2013/14 Mannschaftskapitän. Im Juni 2014 wechselte er gegen eine finanzielle Entschädigungszahlung zum neu gegründeten HK Sotschi. Für Sotschi absolvierte er 22 KHL-Partien, ehe er im Dezember desselben Jahres an den HK Traktor Tscheljabinsk abgegeben wurde. Für Traktor war Petrow bis zum Sommer 2019 aktiv, anschließend kehrte er für die Saison 2019/20 nach Sotschi zurück.

## Erfolge und Auszeichnungen
- 2006 Aufstieg in die Superliga mit Krylja Sowetow Moskau
- 2010 Spengler-Cup-Gewinn mit dem SKA Sankt Petersburg

## Statistik
(Stand: Ende der Saison 2019/20)